# Draganje Selo
Draganje Selo – wieś w Chorwacji, w żupanii zagrzebskiej, w mieście Samobor. W 2011 roku liczyła 83 mieszkańców.